# Diastyloides atlanticus
Diastyloides atlanticus är en kräftdjursart som beskrevs av Daniel Reyss 1974. Diastyloides atlanticus ingår i släktet Diastyloides och familjen Diastylidae. Inga underarter finns listade i Catalogue of Life.